# Carex nardina
Carex nardina là một loài thực vật có hoa trong họ Cói. Loài này được (Hornem.) Fr. mô tả khoa học đầu tiên năm 1839.